# Rannebergen

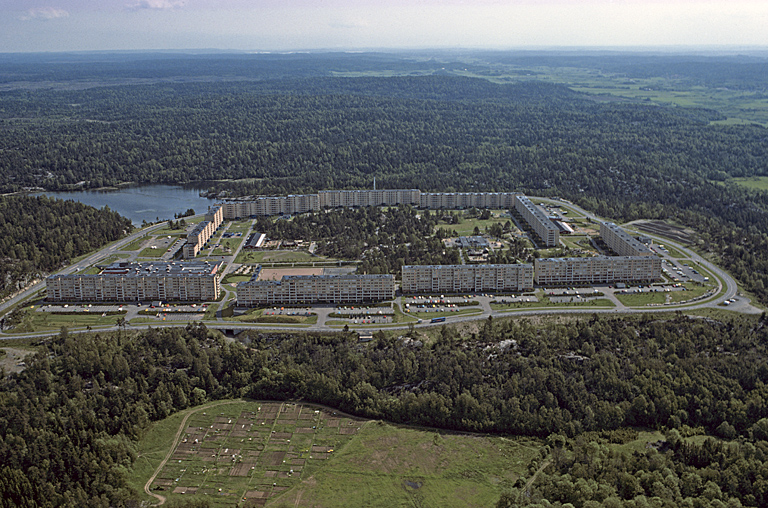
Flygfoto 1977.

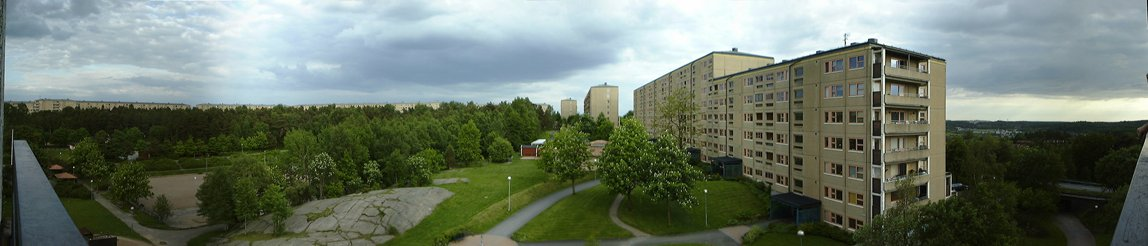
Rannebergen.

Rannebergen är ett primärområde i stadsområde Nordost i Göteborgs kommun, beläget i stadsdelen Angered i nordöstra Göteborg.

## Bebyggelse
På ett högt beläget bergsområde, som inkorporerades 1966 från Angereds landskommun, byggdes åren 1971-1974 omkring 1 600 lägenheter i 3- och 9-våningars lamellhus och i 9-våningars punkthus. Området tilldelades Per och Alma Olssons fonds pris för årets bästa byggnad i Göteborg 1974.
Rannebergen ligger cirka 12 kilometer norr om Göteborgs centrum, sydväst om Stora Mölnesjön. Området ingår som en östlig del i randbebyggelsen kring Angered Centrum. Bostadsytorna omfattar drygt 35 hektar och beräknades från början rymma cirka 5 300 personer, därav cirka 4 000 i flerfamiljshusområde. Bostadsområdet är arrangerat i en borgliknande struktur, där husen inte överlappar varandra. Således har lägenheterna fri sikt åt båda håll. En ringled förbinder de korta infartsgatorna, som alla har blomsternamn där ordet fjäll ingår. I områdets mitt finns en gemensam park, och i Rannebergens sydvästra hörn finns en utsiktsplats. Nordost om Rannebergen ligger naturreservatet Vättlefjäll, där man kan vandra, bada, elda på förberedda platser eller övernatta i uppbyggda vindskydd..[källa behövs]
Söder om Fjällkåpan ligger ett område med grönsaksland där boende brukat jorden till många ändamål i minst 20 år, och fortsätter man söderut finner man ett överhäng, där berget bildar en hylla som sticker ut cirka 70 meter i luften. Detta stup har döpts till "Glödfallet" av de boende i området. Ytterligare finns där en trång, grottlik, cirka 1,5 meter lång passage genom berget under hyllan som man kan klämma sig igenom om man vågar, för att bestiga eller klättra ner för det nästintill vertikala stupet.[källa behövs]
Gatunamnen i höghusområdet ligger i bokstavsordning om man åker medsols;  Fjällbinkan, Fjällglimmen, Fjällgrönan, Fjällhavren, Fjällkåpan, Fjällnejlikan, Fjällsippan, Fjällsyran, Fjällveronikan och Fjällviolen. Undantaget är Fjällblomman som ligger innan Fjällbinkan.
Runt Rannebergens höghusområde ligger villaområdena Fjällbruden och Alprosen ligger i öster, mot norr ligger Mölnesjögatan och i väster Idtjärnsgatan.

## Kommunikationer
Området trafikeras med buss från Angereds Centrum.

## Kriminalitet
Rannebergen klassades från 2015 av Polisen som utsatt område, vilket definieras som ett område där kriminella har en inverkan på lokalsamhället och där det finns en minskad benägenhet att anmäla brott och att medverka i rättsprocessen. 2021 togs området bort från listan över utsatta områden.

## Nyckeltal

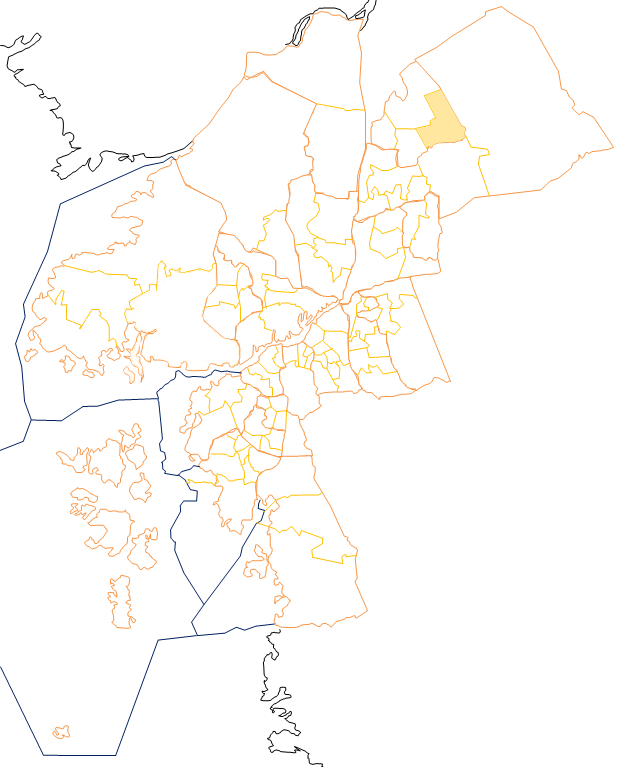
Rannebergen

Nyckeltalen redovisar statistik som beskriver Göteborg och dess 96 delområden, primärområden, per den 31 december och kan användas för att jämföra de olika områdena. Nedan redovisas uppgifter för primärområdet och jämförelse görs mot uppgifterna för hela kommunen.
|                                                           | Rannebergen | Hela Göteborg |
| --------------------------------------------------------- | ----------- | ------------- |
| Folkmängd                                                 | 5 176       | 587 549       |
| Befolkningsförändring 2020–2021                           | +11         | +4 493        |
| Andel födda i utlandet                                    | 52,8 %      | 28,3 %        |
| Andel utrikes födda eller med två utrikes födda föräldrar | 75,6 %      | 38,1 %        |
| Medelinkomst                                              | 226 000 kr  | 332 400 kr    |
| Arbetslöshet                                              | 19,7 %      | 6,6 %         |
| Antal ersatta dagar från F-kassan per person (16-64 år)   | 28,5        | 19,5          |
| Andel med eftergymnasial utbildning (minst 3 år)          | 14,5 %      | 37,9 %        |
| Andel bostäder byggda 1971–1980                           | 81,1 %      |               |
| Andel bostäder i allmännyttan                             | 76,9 %      | 25,9 %        |
| Antal färdigställda bostäder 2021                         | 0           |               |
| Andel bostäder i småhus                                   | 22,5 %      | 18,3 %        |

## Stadsområdes- och stadsdelsnämndstillhörighet
Primärområdet tillhörde fram till årsskiftet 2020/2021 stadsdelsnämndsområdet Angered och ingår sedan den 1 januari 2021 i stadsområde Nordost.

## Kända profiler
- Andy La Rocque
- Yannick Tregaro
- Jimmie Strimell
- Ian-Paolo Lira
- Dime Jankulovski
- John Carlsson
- Billy Nordström
- Belinda Olsson